# 도터 (밴드)
도터(Daughter)는 잉글랜드 출신의 인디 포크, 얼터너티브 록, 앰비언트 밴드이다. 북런던 출신의 엘레나 톤라(Elena Tonra, 1990년 1월 15일생)를 주축으로 2010년 스위스 출신 기타리스트 이고르 해펠리(Igor Haefeli)와 프랑스 출신의 드러머 레미 아귀렐라(Remi Aguilella)가 합류하며 결성되었다. 네 개의 EP와 세 장의 앨범을 발매했으며 현재 북미지역에서는 글래스노트와, 유럽에서는 4AD 음반사와 계약되어 있다. 런던 지역에서 연주하기 시작했고 벤 하워드와 함께 유럽 투어를 했었고 현재는 북미, 유럽, 호주에서 메인으로 투어를 벌이고 있다.

## 역사
아일랜드와 이탈리아계 부모를 둔 엘레나 톤라는 런던 노스우드에서 자라났고 더블린 태생인 할아버지로부터 전통 아일랜드 음악을 어렸을 때부터 접했고 제프 버클리의 앨범 《Grace》를 들은 후부터 음악에 대한 관심이 생겼다. 학교에서 괴롭힘을 당한 후부터 그녀는 감정을 추스리기 위해 글을 쓰게 되었다. 열 두 살때 전학했던 것이 그녀의 삶에 큰 영향을 주었고 그 이후 톤라는 어른이 되어서는 말하기 힘든 이야기들을 글로 표현하게 되었다.
톤라는 런던 주변에서 어쿠스틱 음악을 연주하기 시작했는데 자신과 전혀 어울리지 않는다는 것을 발견했고 독학한 음악인으로서 한계를 느꼈다. 당시 해펠리는 톤라의 어쿠스틱 공연에 왔다가 그녀에게 "사람들을 끌어들이는 힘"이 있다는 것을 보았다. 스위스 뇌사텔 출신의 해펠리는 런던의 현대음악학원에서 작곡 수업을 듣던 톤라를 만나게 되었고 해펠리가 전자 기타를 맡고 둘은 함께 공연을 시작했다. 첫 번째 데모를 내고 입소문이 나기 시작하면서 2인조 밴드 도터는 해펠리의 단칸방에서 녹음한 데뷔 EP 《His Young Heart》를 2011년 4월 20일 자체적으로 발매했고 같은 해 10월 2일에 두 번째 EP 《The Wild Youth》를 음악인들이 운영하는 커뮤니온 레코드를 통해 내놓았다. 두 번째 EP가 영국의 웹사이트인 포크스 세이크에서 도터가 "오늘날 팝 음악계에 있어 매우 독특한 사운드를 가진 이들 중 하나"라고 극찬을 받게 되었고 BBC 라디오1의 디제이 휴 스테판스는 이들을 초청하여 자신의 프로그램 중 하나인 마이다 베일 세션에 출연시켰다.
톤라와 해펠리는 연인 관계로 발전했는데 이에 대해 해펠리는 "우리는 서로의 관계가 밴드와 뒤섞이지 않도록 하고 있다. 나는 엘레나가 사적인 내용을 곡으로 만드는 것을 막고 싶지 않다. 작곡가라면 열려 있어야 하고 두려움이 없어야 한다고 생각한다"고 했으며 톤라 역시 이에 동의하며 "이고르는 나의 가사에 대해 이러쿵 저러쿵 하지 않는다. 그는 우리가 하는 것들을 예술의 한 형식으로 여긴다. 물론 내가 쓴 가사를 이고르가 고치려고 하는 일은 없다. 나는 내 노래들이 무엇을 의미하는지에 대해 다른 이들과 나누지 않는다. 이고르에게 조차도 그렇다. 사실 내 가사들은 충분히 직접적이기는 하니까 그렇기도 하다. 특별히 모호하거나 하지 않다"고 했다. 톤라와 해펠리는 《If You Leave》앨범이 나오기 전인 2003년 연인 관계를 끝냈다.
2012년 런던에서 700명 관중과 함께 공연을 한 지 얼마 안되어 도터는 영국 레이블인 4AD와 계약한다고 발표했다. 이에 대해 엘레나는 "우리는 4AD와 함께 일할 수 있게 도어 무척 행복하다. 4AD는 그동안 훌륭한 음악들을 많이 내왔으며 그 운영 철학을 우리는 높이 산다. 정말 대단한 특권을 누리게 되었다"고 했다. 그리고 같은 해 10월 첫 번째 싱글인 <Smother>가 발매되었고 BBC 라디오1과 6뮤직의 플레이리스트에 들어갔고 오래 후원을 해왔던 휴 스테판스는 이를 이 주의 싱글로 선정했다. 2012년 12월, 앨범을 내기 전 도터는 데이비드 레터맨 쇼에 출연했다. 이에 대해 톤라는 "아마도... 마차가 말을 끄는 상황이 아니었나 싶다"고 했다.

## 《If You Leave》
도터의 데뷔 앨범 《If You Leave》는 2013년 3월 출시되어 영국 차트 16위에 올랐고 평단에서도 호의적인 반응을 보였다. <드라운드 인 사운드>지에서는 "《If You Leave》는 처음부터 마지막까지 이야기가 짜여져 있으며 감정이 이어져 흘러가는 아름다운 앨범이다. 이는 오늘날과 같은 디지털 시대에 이루어 낸 대단한 업적이다"라며 9/10점을 주며 칭찬했고 <더 플라이>지는 4/5점을 주며 "귓속말을 하는 듯이 내밀하며 거대한 산맥처럼 광활하다"라고 평했다. 도터는 2013년 AIM 인디뮤직어워드에서 이 해의 인디 앨범상을 받았다. 앨범 홍보를 위한 장기 투어가 시작되었고 발표된 곡들을 공연에서 재연하기 위해 추가로 루크 산더스를 투어 멤버로 영입했다. "그는 우리가 연주할 수 없는 모든 것들을 연주할 수 있다. 키보드, 베이스, 그리고 기타도 가능하다. 우리는 매우 만족하고 있다. 많은 리허설을 거치고 시간도 걸렸지만 우리가 만들어 낸 라이브 사운드로 인해 행복해하고 있다"고 해펠리는 말했다. 또한 라이브 사운드를 완벽하게 하기 위해 추가로 보컬과 기타 이펙트 들도 장만했다.
2014년 첫 두 달 동안 도터는 극동 지역과 호주에서 세인트 제폼의 레인웨이 페스티벌의 일환으로 여러 차례 메인으로 공연을 펼쳤고 4월에는 6차례 북미 공연을 벌였다. 그러면서 작곡가 조 두델과 함께 작업한 4AD 세션 EP 발매 계획도 발표했다. 여기에는 포트메리온에서 8인조 구성으로 라이브 녹음한 다섯 곡이 들어갔으며 과정을 비디오로 촬영했다.

## 《Not to Disappear》
2014년 9월 도터는 후속 앨범 작업을 런던에 있는 자체 스튜디오에서 시작했다. "우리는 첫 앨범의 곡들을 수많은 공연에서 연주하면서 음악은 더 록에 가까워졌고 다이나믹이 가미되었다"고 해펠리는 설명한다. 2015년 4월 6일 도터는 벤 하워드의 짧은 미국 투어에 합류한다고 밝혔다.
2015년 9월 30일 도터는 10곡이 담긴 앨범 《Not to Disappear》를 2016년에 발매할 예정이라고 발표했고 첫 싱글 <Doing the Right Thing>는 이미 뮤직 비디오로 출시되었다. 2015년 11월, 두 번째 싱글 <Numbers> 뮤직 비디오가 나왔고 뒤이어 《Not to Disappear》는 4AD 레이블에서 2016년 1월 15일에 발매되었다.

## 《Music from Before the Storm》과 《Ex:Re》
2017년 9월 1일 도터는 세 번째 앨범 《Music from Before the Storm》을 내놓았는데 이는 2017년 나온 비디오 게임 <Life Is Strange: Before the Storm>의 사운드 트랙으로 제작되었고 13곡 대부분이 연주곡이었다.
2018년 11월 엘레나 톤라는 솔로 데뷔 앨범 《Ex:Re》를 발표할 예정이라고 밝혔고 11월 30일에 4AD 레이블을 통해 Ex:Re라는 예명으로 앨범을 내놓았고 첫 싱글 <Romance>는 11월 26일에 나왔다. 2021년 Ex:Re는 12 앙상블과 작곡가 조세핀 스티븐슨과 협업하여 앨범 《Ex:Re with 12 Ensemble》를 발매했다.

## 음반

### 정규 앨범
- If You Leave (4AD 레이블 – 2013년 3월 18일)[25]
- Not to Disappear (4AD 레이블 – 2016년 1월 15일)[26]

### 사운드트랙
- Music from Before the Storm (글래스노트 레이블 – 2017년 9월 1일)[27]

## 멤버
- 엘레나 톤라 (Elena Tonra) – 보컬, 기타, 베이스, 피아노
- 이고르 해펠리 (Igor Haefeli) – 기타, 베이스, 키보드, 프로그래밍
- 레미 아귀렐라 (Remi Aguilella) – 드럼, 퍼커션, 샘플링 패드